# Time Passages Live
Time Passages Live è un disco di Al Stewart pubblicato nel 2002

## Disco
Questo disco contiene registrazioni effettuate nel 1978 durante il “Time Passages Tour”.
Pink Panther Theme è il celebre tema della Pantera Rosa, scritto da Henry Mancini. Va notato che il nome della band che accompagna Stewart è Shot in the Dark, proprio come il titolo del secondo film della serie “Pantera Rosa”: A Shot in the Dark (titolo it: Uno sparo nel buio, 1964).
Year of the Cat è preceduta da una lunga introduzione di Robert Alpert al piano.

## Tracce
Tutte le canzoni scritte da Al Stewart eccetto dove indicato
1. On the Border – 3:46
2. Sirens of Titan – 3:45
3. Time Passages (Al Stewart  & Peter White) – 6:34
4. Roads to Moscow – 8:45
5. Life in Dark Water – 5:59
6. Valentina Way – 4:03
7. Year of the Cat (Al Stewart & Peter Wood) – 9:24
8. Pink Panther Theme (Henry Mancini) – 2:57
9. Song on the Radio – 6:30

## Musicisti
- Al Stewart- voce, chitarra
- Peter White - tastiere, chitarra
- Robin Lamble – basso, coro
- Phil Kenzie - sax
- Robert Alpert – piano, tastiere
- Krysia Kristianne – tastiere, coro
- Harry Stinson – batteria, coro
- Adam Yurman – chitarra
- Arthur “Pounder” Tupeny-Rice – chitarra ritmica